# جوزيف سميث (سياسي)
جوزيف سميث (بالإنجليزية: Joseph Smith)‏ هو سياسي أسترالي، ولد في 17 مارس 1904، وتوفي في 2 أبريل 1993. انتخب عضو الجمعية التشريعية فيكتوريا.